# Бйорн Інге Утвік
Бйорн Інге Утвік (норв. Bjørn Inge Utvik, нар. 28 лютого 1996 Авальдснес, Норвегія) — норвезький футболіст, центральний захисник клубу «Сарпсборг 08».
Грав у складі молодіжної збірної Норвегії.

## Ігрова кар'єра

### Клубна
Бйорн Інге Утвік народився в містечку Авальдснес. Футбольну кар'єру розпочав у клубі «Гаугесун». Але так і не зігравши жодної гри у складі першої команди, 2013 року приєднався до клубу Тіппеліги «Согндал», з яким Утвік встиг вилетіти до Другого дивізіону і знову повернутися до Тіппеліги.
2018 року футболіст перейшов до складу бронзового призера Елітсерії «Сарпсборг 08», з яким уже в першому сезоні пограв у матчах Ліги Європи.

### Збірна
З 2013 року Утвік виступав за юнацькі збірні Норвегії. З 2014 до 2018 року він провів 7 ігор у складі молодіжної збірної, де відзначився одним забитим голом.